# Kirarin Land
Albums de Tsukishima Kirari starring Kusumi Koharu (Morning Musume)
Mitsuboshi
(28 février 2007) Kirari to Fuyu
(17 déc. 2008)
Singles
1. Happy
Sortie : 2 mai 2007
2. Hana wo Pūn / Futari wa NS
Sortie : 1er août 2007
3. Chance!
Sortie : 7 novembre 2007

Kirarin Land ou Kirarin☆Land (きらりん☆ランド, "Le pays de Kirari") est le deuxième album de Tsukishima Kirari starring Kusumi Koharu (Morning Musume) (月島きらり starring 久住小春 (モーニング娘。)), sorti le 19 décembre 2007.

## Présentation
L'album sort le 19 décembre 2007 au Japon sur le label zetima. Il atteint la 17e place du classement Oricon. Il sort aussi en édition limitée au format CD+DVD avec une pochette différente et un DVD en supplément contenant des versions alternatives des clips vidéo des singles et des interprétations "live". L'album est chanté par Koharu Kusumi des Morning Musume incarnant Kirari Tsukishima, chanteuse de fiction héroïne de la série anime Kilari (Kirarin Revolution) doublée par Kusumi.
L'album contient onze titres, dont les quatre (faces A et B) déjà parus sur les 3e et 4e singles de la chanteuse (Happy et Chance!), et les deux titres du single de Kira Pika (Hana wo Pūn / Futari wa NS) interprétés en duo avec Mai Hagiwara du groupe °C-ute. Ces six titres ont servi de génériques de début et de fin à la série Kilari, de même que la chanson Olala  (9e thème de fin des épisodes 91 à 102) dont les couplets sont chantés en français phonétique.

## Titres
| CD    | CD                                                              | CD                                                 | CD    | CD | CD | CD | CD | CD | CD |
| No    | Titre                                                           | Paroles / Musique / Arrangements                   | Durée |    |    |    |    |    |    |
| ----- | --------------------------------------------------------------- | -------------------------------------------------- | ----- | -- | -- | -- | -- | -- | -- |
| 1.    | Happy (ハッピー☆彡) (3e single)                                 | Bounceback                                         | 3:59  |    |    |    |    |    |    |
| 2.    | Chance! (チャンス!) (4e single)                                 | 2°C / Tetsurō Oda / Masaki Iehara                  | 3:37  |    |    |    |    |    |    |
| 3.    | Olala                                                           | Kanae Koyama / Tomokazu Tashiro / Yōichirō Yasuoka | 3:15  |    |    |    |    |    |    |
| 4.    | Himawari (ヒマワリ)                                             | Chisato Nishimura / Shinya Saitō / Shinya Saitō    | 3:27  |    |    |    |    |    |    |
| 5.    | Konnichi pa (こんにちぱ)                                        | YumYum / MenMen / MenMen                           | 3:11  |    |    |    |    |    |    |
| 6.    | Very! Berry! Strawberry! (very! berry! strawberry!)             | Minori / Yūya Saitō / Yūya Saitō                   | 3:30  |    |    |    |    |    |    |
| 7.    | Hana wo Pūn (はなをぷーん) (du single de Kira Pika)             | YumYum / MenMen / Jirō Miyanaga, MenMen            | 4:28  |    |    |    |    |    |    |
| 8.    | Koi no Mahō wa Habibi no Bi! (恋の魔法はハビビのビ!) (de Happy) | Chieko Suyama, Katsuya Yoshida / Yoshida / Yoshida | 3:43  |    |    |    |    |    |    |
| 9.    | Futari wa NS (ふたりはNS) (du single de Kira Pika)              | YumYum / MenMen / Jirō Miyanaga                    | 4:40  |    |    |    |    |    |    |
| 10.   | Ramutara (ラムタラ) (face B du single Chance!)                  | 2°C / Yūya Saitō / Yūya Saitō                      | 3:35  |    |    |    |    |    |    |
| 11.   | Shiawase Clover (幸せクローバー)                                | Minori / Yūya Saitō / Yūya Saitō                   | 3:43  |    |    |    |    |    |    |
| 41:03 |                                                                 |                                                    |       |    |    |    |    |    |    |

| 1. | Happy (Happy Lip Ver.) (ハッピー☆彡 ...)   | Version alternative du clip du 3e single             |  |
| 2. | Happy (Live Ver.) (ハッピー☆彡)            | du "Morning Musume Concert Tour 2007 Haru"           |  |
| 3. | Hana wo Pūn (Close-up Ver.) (はなをぷーん) | Version alternative du clip de Kira Pika             |  |
| 4. | Futari wa NS (Live Ver.) (ふたりはNS)      | par Kira Pika, du "H!P 2007 Summer 10th Anniversary" |  |
| 5. | Chance! (Close-up Ver.) (チャンス!)        | Version alternative du clip du 4e single             |  |